# 林芳太郎
林芳太郎（日語：はやし よしたろう、1889年10月3日 - 1963年6月8日）為日本陸軍軍人。最終階級陸軍中將。

## 經歷
京都府出身。1909年（明治42年）5月、陸軍士官學校（21期）畢業。同年12月、任官步兵少尉。
1936年（昭和11年）8月、昇進步兵大佐任第10師團司令部付（第六高等學校配屬將校）。1937年（昭和12年）12月、就任第17碇泊場司令官、1938年（昭和13年）7月異動、調為步兵第37聯隊長。
1939年（昭和14年）8月、進級陸軍少將任東京陸軍幼年學校付。1940年（昭和15年）3月、就任大阪陸軍幼年學校長、1941年（昭和16年）3月、任北支那方面軍隷下獨立混成第7旅團長參與中日戰爭。
1942年（昭和17年）8月、進級陸軍中將擔任第110師團長、接續參與中國地區諸項作戰任務。1944年（昭和19年）7月、就任近衛第3師團長。1945年（昭和20年）5月、任東部軍管區付接著迎接終戰。